# Туризм у Йорданії

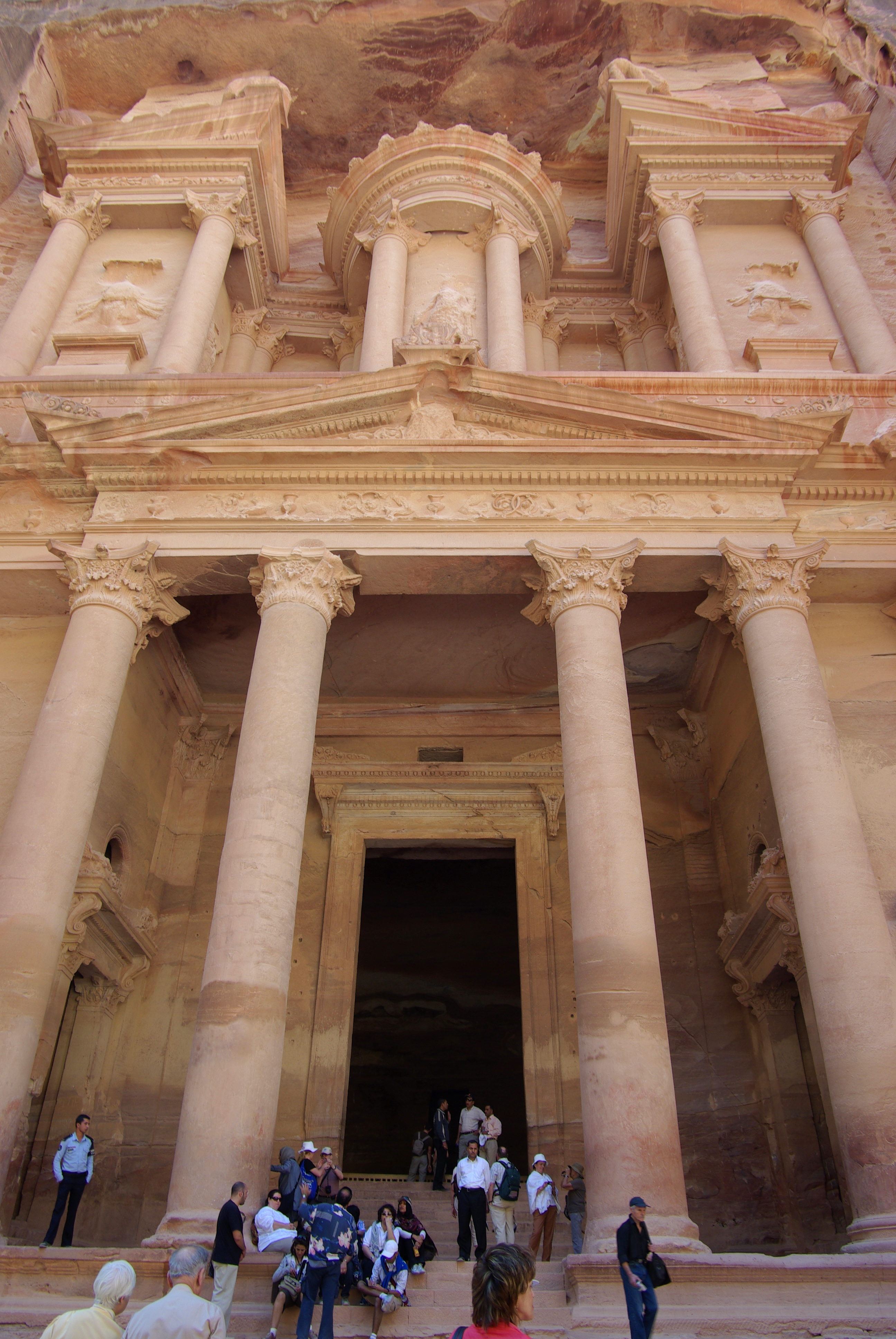
Петра

Туризм є однією з найважливіших галузей економіки країни. У 2010 році Йорданію відвідали більше 8 мільйонів туристів з різних країн, надходження від туризму склали близько $ 3,5 млрд і ще близько $ 1 млрд - від медичного туризму. У 2011 році туристична галузь Йорданії втратила близько $ 1 млрд в зв'язку з політичною нестабільністю в регіоні.
Туристичні пам'ятки Йорданії включають історичні пам'ятники, такі як всесвітньо відома Петра (з 1985 року внесена в список Всесвітньої спадщини ЮНЕСКО і оголошена одним з нових семи чудес світу), річка Йордан, гора Нево, Мадаба, численні середньовічні мечеті і церкви, а також природні заповідники (Ваді Рам і гірські області північної Йорданії).
Йорданія також пропонує послуги рекреаційного туризму на Мертвому морі, освітній туризм, трекінг, дайвінг в коралових рифах Акаби, туризм, пов'язаний з поп-культурою і шопінг в містах Йорданії. У 2009 році, більше половини опитаних арабських туристів, в основному з країн Ради співробітництва арабських держав Перської затоки заявили, що планують провести свою відпустку в Йорданії.

## Головні туристичні визначні пам'ятки

### Історичні пам'ятки
- Петра — стародавнє місто Набатейського царства, повністю висічене в скелі. До древнього міста веде прохід через вузьку ущелину протяжністю 1,25 км в скелях, який закінчується скельними воротами Сик. Всі будівлі стародавнього міста, крім двох, висічені в скелі, в тому числі храм Ель-Хазне (що перекладається з арабської як «скарбниця»), названий одним з «Нових семи чудес світу». Інші значущі об'єкти в Петра включають монастир, римський театр, царські гробниці, місце жертвопринесення. Петра була відкрита швейцарським дослідником Іоганном Людвігом Буркхардтом в 1812 році;
- Умм Кейс — місто на місці зруйнованого греко-римського міста;
- Джараш — місто, яке славиться давньою римською архітектурою (колони, коринфські арки, театри просто неба);
- Шубак  — місто із замком хрестоносців «Крак де Монреаль», що позначав східний і південний кордон експансії хрестоносців;

### Релігійні пам'ятки
- Річка Йордан — ріка, в якій Ісус був хрещений Іваном Хрестителем відповідно до християнської традиції.
- Гора Нево, з якої, згідно з Біблією, Мойсей глянув на Землю Обітовану перед смертю.